# Δ8-脂肪酸デサチュラーゼ
Δ8-脂肪酸デサチュラーゼ（Δ8-fatty-acid desaturase）は、次の化学反応を触媒する酸化還元酵素である。
フィトスフィンゴシン + 還元型受容体 + O2 {\displaystyle \rightleftharpoons } Δ8-フィトスフィンゲニン + 受容体 + 2 H2O
この酵素の基質はフィトスフィンゴシン、還元型受容体とO2で、生成物はΔ8-フィトスフィンゲニン、受容体とH2Oである。
組織名はphytosphinganine,hydrogen donor:oxygen Δ8-oxidoreductaseで、別名にΔ8-sphingolipid desaturase、EFD1、BoDES8、SLD、Δ8 fatty acid desaturase、Δ8-desaturaseがある。